# Fritz Roth (Schauspieler)
Friedrich „Fritz“ Roth (* 11. Februar 1955 in Laasphe; † 8. August 2022 in Berlin) war ein deutscher Schauspieler und Musiker. Bekannt war er vor allem als Polizeibeamter Wolfgang Neumann in der ARD-Krimireihe Polizeiruf 110, den er ab 2010 verkörperte.

## Leben

### Ausbildung und Theater
Fritz Roth wuchs als Sohn eines Hoteliers in Laasphe im Wittgensteiner Land auf. 1961 bis 1965 besuchte er die Volksschule und wechselte dann zum Gymnasium Schloss Wittgenstein, wo er 1974 die Reifeprüfung bestand. Ab 1975 studierte er in Gießen zuerst Landwirtschaft, später Deutsch und Philosophie. Eine Tätigkeit als „Kulissenschieber“ am Stadttheater schloss sich an. 1989 spielte er erstmals auf der Freilichtbühne der Burg Münzenberg in Dantons Tod. Damals spielte er auch in der Band Akkupunktour auf der Flucht. Peter Palitzsch und Christoph Nix ermöglichten ihm 1992 ein Engagement am Berliner Ensemble, dem er bis 1995 angehörte. Nach weiteren Erfahrungen am Theater Nordhausen kehrte er 2000 zum Berliner Ensemble zurück.

### Film und Fernsehen
Ersten Zugang zum Medium Film boten ihm Studierende der Deutschen Film- und Fernsehakademie, wo Fritz Roth 1999 in Sören Voigts Abschlussfilm Tolle Lage mitwirkte. 2003 konnte man ihn in einer kleineren Rolle als Coca-Cola-Pförtner in Wolfgang Beckers Good Bye, Lenin! sehen. Für seine Darstellung von Mux’ Gehilfen Gerd in Muxmäuschenstill wurde er in der Kategorie „Bester Nebendarsteller“ für den Deutschen Filmpreis 2004 nominiert. Es folgten Rollen in weiteren Kinofilmen, u. a. in Sommer vorm Balkon (2005), Der Vorleser (2008), Hilde (2009) und Die Reste meines Lebens (2017). Daneben wirkte Roth in zahlreichen Kinder- und Jugendproduktionen mit, wie in der Serie Endlich Samstag! (2006 bis 2008) und Filmen wie Der Meisterdieb oder Rico, Oskar und die Tieferschatten (2014). Häufig spielte er an der Seite von Horst Krause, so ab 2010 im Polizeiruf 110 und in dessen Reihen Polizeihauptmeister Krause sowie Krüger. Einem breiten Publikum war er seit 2010 als Polizeibeamter Wolfgang Neumann in der ARD-Krimireihe Polizeiruf 110 bekannt, zunächst in Brandenburg mit Krause und Lenski, danach in Świecko mit Lenski und Raczek und zuletzt ebendort mit Raczek und Ross.
Fritz Roth starb nach langer schwerer Krankheit im Alter von 67 Jahren. Er lebte in Berlin, wo auch seine Bestattung stattfand.

## Filmografie

### Kinofilme
- 2000: Tolle Lage
- 2000: Kleine Kreise
- 2002: Klassenfahrt
- 2003: Good Bye, Lenin!
- 2004: Muxmäuschenstill
- 2005: Sommer vorm Balkon
- 2005: Bankgeflüster (Kurzfilm)
- 2005: Das Lächeln der Tiefseefische
- 2006: Komm näher
- 2007: Große Lügen!
- 2007: Lunik
- 2007: Du bist nicht allein
- 2008: Der Vorleser
- 2009: Hilde
- 2011: Unknown Identity (Unknown)
- 2011: Die letzte Lüge
- 2011: I Phone You
- 2011: Einer wie Bruno
- 2013: Hänsel und Gretel: Hexenjäger
- 2014: Rico, Oskar und die Tieferschatten
- 2014: Kafkas Der Bau
- 2015: Hedi Schneider steckt fest
- 2017: Die Reste meines Lebens
- 2018: Deckname Jenny

### Fernsehproduktionen
- 1998: Im Namen des Gesetzes (Fernsehserie, Folge Hinter Gittern)
- 2002: Inspektor Rolle – Sex-Inserate (Fernsehreihe)
- 2002: Blond: Eva Blond! – Der Mörder spricht das Urteil (Fernsehreihe)
- 2003: Der Fußfesselmörder
- 2004–2014: SOKO Wismar (Fernsehserie, 12 Folgen)
- 2005: In Sachen Kaminski
- 2006: Tatort: Ein Glücksgefühl (Fernsehreihe)
- 2006: Tatort: Das letzte Rennen
- 2006: Blond: Eva Blond! – Epsteins Erbe
- 2007: Windland
- 2007: Mein Mörder kommt zurück
- 2007: Erlköngig
- 2007, 2011: Notruf Hafenkante (Fernsehserie, verschiedene Rollen, 2 Folgen)
- 2007: Krauses Fest
- 2009: Polizeiruf 110: Eine Maria aus Stettin (Fernsehreihe)
- 2008: Tatort: Auf der Sonnenseite
- 2008: Tatort: Der tote Chinese
- 2008: Unschuldig (Fernsehserie, Folge Maskenball)
- 2008: Endlich Samstag! (Fernsehserie, 8 Folgen)
- 2008, 2012: Mord mit Aussicht (Fernsehserie, verschiedene Rollen, 2 Folgen)
- 2008: Werther
- 2008: Ein Job
- 2008: Die Anwälte (Fernsehserie, Folge Entmündigung)
- 2008: Tatort: Waffenschwestern
- 2009: Ein Dorf schweigt
- 2009: Kommissar Stolberg (Fernsehserie, Folge Die Tote vom Fluss)
- 2009: Flemming (Fernsehserie, Folge Die Herrin der Gefühle)
- 2009: Spreewaldkrimi: Der Tote im Spreewald (Fernsehreihe)
- 2009: Tatort: Bittere Trauben
- 2010: Ein starkes Team: Dschungelkampf (Fernsehreihe)
- 2010: Der Kriminalist (Fernsehserie, Folge Getauschtes Leben)
- 2010: Kreutzer kommt
- 2010: Sechs auf einen Streich: Der Meisterdieb
- 2010: Tatort: Die Unmöglichkeit, sich den Tod vorzustellen
- 2010: Tatort: Wie einst Lilly
- 2010: Das Duo: Bestien (Fernsehreihe)
- 2011: Beate Uhse – Das Recht auf Liebe
- 2011: Krauses Braut
- 2011: Tatort: Mord in der ersten Liga
- 2011–2022: Polizeiruf 110 Team Brandenburg / Frankfurt (Oder)
  - 2011: Die verlorene Tochter
  - 2011: Zwei Brüder
  - 2012: Die Gurkenkönigin
  - 2012: Eine andere Welt
  - 2013: Vor aller Augen
  - 2013: Wolfsland
  - 2014: Käfer und Prinzessin
  - 2014: Hexenjagd
  - 2015: Ikarus
  - 2015: Grenzgänger
  - 2016: Der Preis der Freiheit
  - 2017: Muttertag
  - 2017: Das Beste für mein Kind
  - 2018: Demokratie stirbt in Finsternis
  - 2018: Der Fall Sikorska
  - 2019: Heimatliebe
  - 2019: Tod einer Journalistin
  - 2020: Heilig sollt ihr sein!
  - 2021: Monstermutter
  - 2021: Hermann
  - 2022: Hildes Erbe
  - 2022: Abgrund
- 2011: Danni Lowinski (Fernsehserie, 2 Folgen)
- 2012: SOKO Stuttgart (Fernsehserie, Folge In Vino Veritas)
- 2009: Spreewaldkrimi: Eine tödliche Legende
- 2013: Tatort: Schwarzer Afghane
- 2013: Willkommen auf dem Land
- 2013: Ein Fall für zwei (Fernsehserie, Folge Schöner Sterben)
- 2013: Kripo Holstein – Mord und Meer (Fernsehserie, 2 Folgen)
- 2013: Verbrechen nach Ferdinand von Schirach (Fernsehserie, Folge Summertime)
- 2013: SOKO Leipzig (Fernsehserie, Folge Letzter Wille)
- 2013: Uferlos!
- 2013: Alaska Johansson
- 2014: Tatort: Zirkuskind
- 2014: Krauses Geheimnis
- 2015: Krüger aus Almanya
- 2015: Große Fische, kleine Fische
- 2016: Das Geheimnis der Hebamme
- 2016: Die vermisste Frau
- 2018: In aller Freundschaft – Die jungen Ärzte (Fernsehserie, Folge Späte Einsicht)
- 2018: Küss die Hand, Krüger
- 2019: Größer als im Fernsehen
- 2019: SOKO Hamburg (Fernsehserie, Folge Tod einer Unsichtbaren)
- 2020–2022: Babylon Berlin (Fernsehserie, 5 Folgen)
- 2020: Kryger bleibt Krüger
- 2020: SOKO Köln (Fernsehserie, Folge Wut)
- 2021: Ferdinand von Schirach: Feinde (Fernsehfilm)
- 2021: Die Vergesslichkeit der Eichhörnchen
- 2021: Das Lied des toten Mädchens